# Acalypha multifida
Acalypha multifida é uma espécie de flor do gênero Acalypha, pertencente à família Euphorbiaceae.